# كأس الاتحاد الإنجليزي للشباب
كأس تحدي الشباب التابع لاتحاد كرة القدم هو بطولة إنجليزية لكرة القدم تُنظم من قِبل الاتحاد الإنجليزي لكرة القدم لفرق تحت 18 عامًا. يُسمح فقط للاعبين الذين تتراوح أعمارهم بين 15 و18 عامًا في 31 أغسطس من الموسم الحالي بالمشاركة. وتُهيمن على هذه البطولة فرق الشباب التابعة للأندية المحترفة، وغالبًا من الدوري الإنجليزي الممتاز، لكنها تستقطب أكثر من 400 فريق مشارك من مختلف أنحاء البلاد.
بعد نهاية الحرب العالمية الثانية، نظم الاتحاد الإنجليزي بطولة شباب لاتحادات المقاطعات، معتبرًا ذلك أفضل وسيلة لتحفيز اللعبة بين الشباب الذين لم يبلغوا سن اللعب مع الكبار بعد. لم تجذب المباريات جماهير كبيرة، لكن جرى اختيار لاعبين بارزين لخوض مباريات دولية على مستوى الشباب، كما أتيحت الفرصة لآلاف اللاعبين للمشاركة لأول مرة في منافسة وطنية. وفي عام 1951، تبيّن أن تنظيم بطولة مخصصة للأندية سيكون أكثر جذبًا للاهتمام. وهكذا أُطلقت بطولة كأس تحدي شباب الاتحاد الإنجليزي في موسم 1952–53، وقُصرت المشاركة على فرق الشباب التابعة للأندية، سواء المحترفة أو الهاوية، التي تحمل عضوية الاتحاد الإنجليزي لكرة القدم.
جاءت فكرة تنظيم كأس للشباب من السير جو ريتشاردز، الرئيس الراحل لرابطة كرة القدم. عرض ريتشاردز الفكرة في البداية على أندية الرابطة، لكنها لم تُبدِ حماسةً تجاهها؛ فانتقل بها إلى الاتحاد الإنجليزي، الذي أعجب بالفكرة وأطلق البطولة في العام نفسه. أما كأس البطولة نفسه، فقد اشترته رابطة كرة القدم خلال فترة الحرب العالمية الثانية، لكنها لم تجد له استخدامًا. وقد عثر عليه فريد هاورث، أمين سر رابطة كرة القدم، داخل خزانة في مكتب "ستاركي ستريت"، ثم سلمه إلى الاتحاد الإنجليزي.
يُعد نادي أكاديمية مانشستر يونايتد النادي الأكثر تتويجًا بالبطولة، حيث فاز بها 11 مرة. ويحمل اللقب حاليًا أكاديمية أستون فيلا، بعد فوزه على أكاديمية مانشستر سيتي بنتيجة 3–1 في نهائي عام 2025.
وقد شكّلت هذه البطولة منصة انطلاق إلى عالم الاحتراف للعديد من أبرز لاعبي بريطانيا. ومن بين الذين فازوا بالبطولة أو شاركوا في نهائيها: جورج بست، جون بارنس، ريان غيغز، ديفيد بيكهام، غاري نيفيل، فرانك لامبارد، مايكل أوين، ستيفن جيرارد، جيمي كاراغر، جو كول، واين روني، ثيو والكوت، دانييل ستوريدج، جاك ويلشير، وغاريث بيل.